# Tite
Tite, właśc. Adenor Leonardo Bacchi (ur. 25 maja 1961 w Caxias do Sul) [wym. ˈt͡ʃiˈt͡ʃi] – brazylijski piłkarz, występujący na pozycji pomocnika, trener piłkarski.

## Kariera piłkarska

### Kariera klubowa
W 1978 rozpoczął karierę piłkarską w Caxias. Potem występował w klubach Esportivo-RS, Portuguesa i Guarani FC, gdzie zakończył karierę w 1989 roku.

## Kariera trenerska
Karierę szkoleniowca rozpoczął w 1986 roku. Trenował kluby Guarany de Garibaldi, Caxias, Veranópolis, Ypiranga de Erechim, EC Juventude, Grêmio, São Caetano, Corinthians Paulista, Atlético Mineiro, SE Palmeiras, Al Ain, SC Internacional i Al-Wahda.

## Sukcesy i odznaczenia

### Sukcesy trenerskie
Veranópolis
- Campeonato Gaúcho – Segunda Divisão: 1993

Caxias
- Campeonato Gaúcho: 2000

Grêmio
- Campeonato Gaúcho: 2001
- Copa do Brasil: 2001

Internacional
- Copa Sudamericana: 2008
- Campeonato Gaúcho: 2009
- Copa Suruga Bank: 2009

Corinthians
- Mistrzostwo Brazylii: 2011, 2015
- Copa Libertadores: 2012
- Klubowe mistrzostwo świata: 2012
- Campeonato Paulista: 2013
- Recopa Sudamericana: 2013

Brazylia
- Copa América: 2019
- Finał Copa America: 2021